# Liste d'auteurs wallons de bandes dessinées

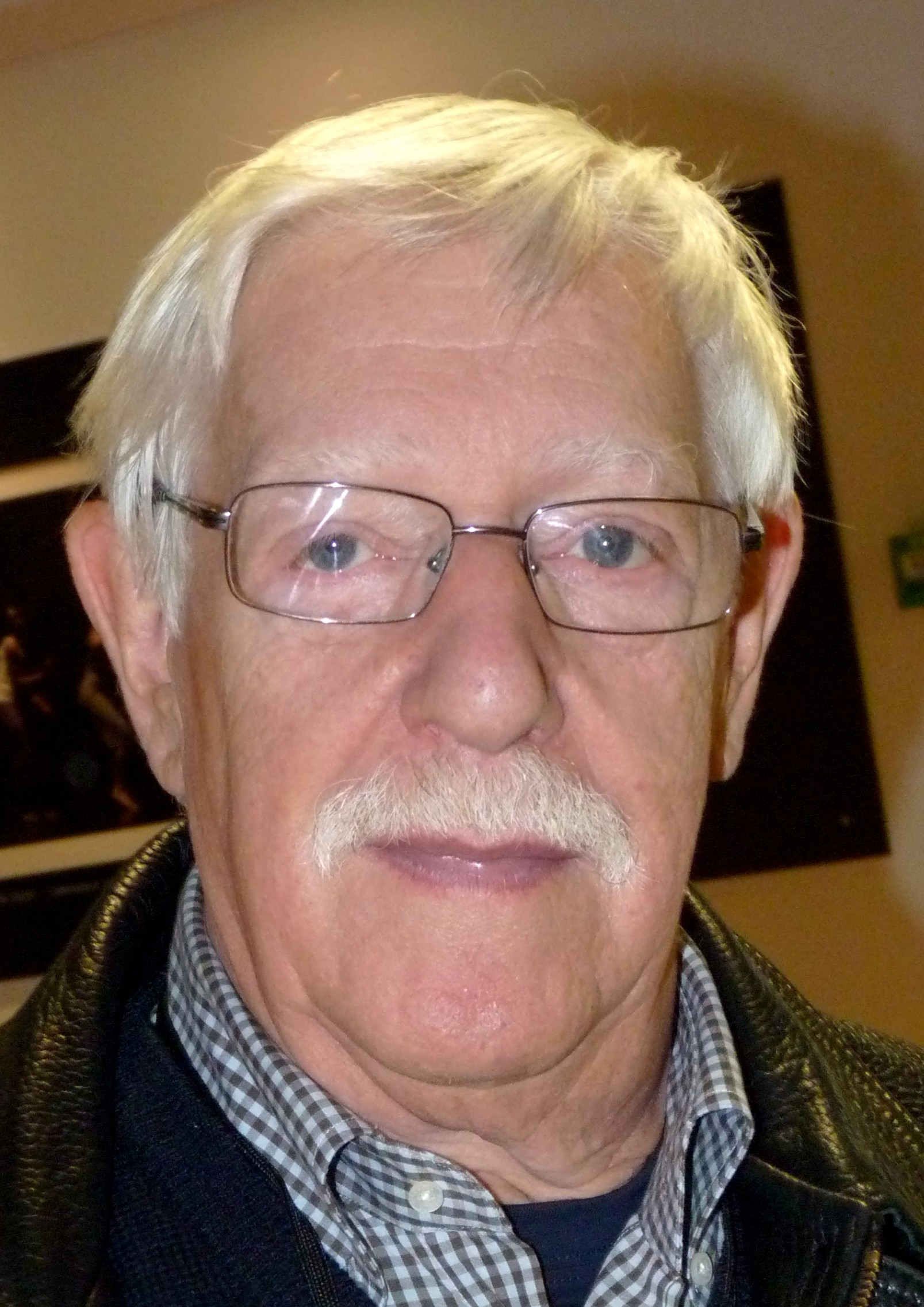
Raoul Cauvin

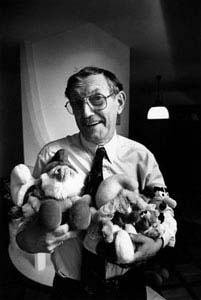
Peyo

Liste d'auteurs wallons de bandes dessinées.
- Éric Poelart, alias Baloo (La mission infernale, Une pizza à l'œil)
- Muriel Blondeau
- Raoul Cauvin
- Jean-Michel Charlier
- Didier Comès
- Philippe Foerster
- Roland Goossens, alias Gos (Le scrameustache)
- Joseph Gillain, alias Jijé
- René Hausman
- Willy Lambillote, alias Lambil
- Roger Leloup
- Jean-Claude Servais
- Skit
- Yves Swolfs (Durango, Le prince de la nuit, Légende)
- Maurice Tillieux
- Henri Vernes
- François Walthéry (Natacha)
- Will
- Hergé
- André Franquin
- Peyo
- Morris